# 徐榮 (嘉靖進士)
徐榮（1498年—？），字仁卿，號浯溪，福建省泉州府晉江縣人，明朝政治人物。

## 生平
徐荣自幼为人至孝。正德八年（1513年）癸酉科福建鄉試舉人，嘉靖十一年（1532年）中式壬辰科進士。任嘉善县知县。歷戶部主事，忤高官意，謫赵府长史，卒。精于《春秋》。清道光《晋江县志》有传。